# Tosi
Tosi ("naša baka"), zvana i Teteo Inan, Tlalli Iyollo, Yoaltícitl ili Temazcalteci, božica je iz astečke mitologije, majka bogova. Smatrana je za prastaro božanstvo.
Povezana je s liječenjem.
Prema jednoj priči, Tosi je zapravo bila djevojka koju su žrtvovali.